# Trigolo
Trigolo là một đô thị ở tỉnh Cremona, vùng Lombardia của Italia, có vị trí cách khoảng 50 km về phía đông nam của Milan và khoảng 30 km về phía tây bắc của Cremona. Tại thời điểm ngày 31 tháng 12 năm 2004, đô thị này có dân số 1.711 người và diện tích là 16,2 km².
Trigolo giáp các đô thị: Castelleone, Cumignano sul Naviglio, Fiesco, Salvirola, Soresina.

## Biến động dân số
Tommaso lives in Trigolo. He has won for two times the contest "Energia in Gioco". 